# Ján Hummel
Ján Hummel (* 1. srpna 1941 Bratislava) je bývalý československý basketbalista, účastník Mistrovství Evropy 1965. V roce 1963 absolvoval Stavební fakultu Slovenské vysoké školy technické v Bratislavě a po jejím skončení pracoval v oboru vodního hospodářství.
V československé basketbalové lize v letech 1958-1973 celkem odehrál 10 sezón, hrál za kluby Slovan Bratislava, Dukla Olomouc a Inter Bratislava a jeho nejlepším umístěním byla dvě 6. místa (1961, 1965). V basketbalové lize po roce 1962 (zavedení podrobných statistik zápasů) zaznamenal 2211 bodů. V letech 1969-1972 hrál za tým Lokomotiva Pezinok. 
Za reprezentační družstvo Československa v letech 1975-1980 hrál na Mistrovství Evropy 1965 v Moskvě (7. místo).

## Hráčská kariéra

### Hráč klubů
- 1958-1964 Slovan Bratislava - 6. místo (1961), 7. místo (1960), 8. místo (1959), 10. místo (1964), 14. místo (1962)
- 1964-1965 Dukla Olomouc - 6. místo (1965)
- 1965-1969 Slovan Bratislava - 8. místo (1968), 9. místo (1969), 10. místo (1966)
- 1969-1972 Lokomotiva Pezinok
- 1972-1973 Inter Bratislava - 8. místo (1973)
- Československá basketbalová liga celkem 10 sezón (1958-1973) a 2211 bodů

### Československo
- Mistrovství Evropy 1965 Moskva (1 zápas) 7. místo